# Shiguai

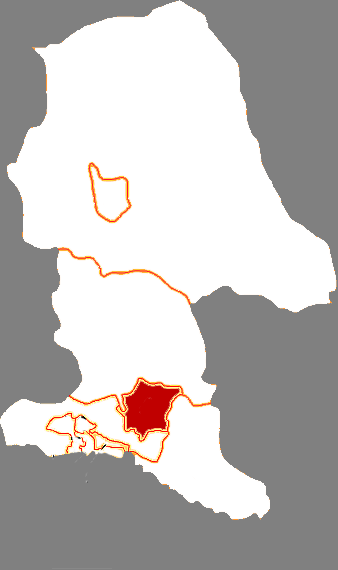
Lage Shiguais in Baotou

Der Stadtbezirk Shiguai oder Xiguit (chinesisch 石拐区, Pinyin Shíguǎi Qū; mongolisch ᠰᠢᠭᠤᠶᠢᠲᠤ ᠲᠣᠭᠣᠷᠢᠭ Siɣuyitu toɣoriɣ) ist ein chinesischer Stadtbezirk, der zum Verwaltungsgebiet der bezirksfreien Stadt Baotou in der Autonomen Region Innere Mongolei der Volksrepublik China gehört. Das Verwaltungsgebiet des Stadtbezirks hat eine Fläche von 761 km² und zählt ca. 60.000 Einwohner.

## Sehenswürdigkeiten
- Wudangzhao-Kloster